# James Hughes (cầu thủ bóng đá, sinh năm 1885)
James Hughes là một cầu thủ bóng đá người Anh thi đấu ở vị trí hậu vệ. Ông sinh ra ở Bootle vào tháng 12 năm 1885 và thi đấu cho Liverpool trước khi kí hợp đồng với Crystal Palace năm 1909. Từ đó đến năm 1920 Hughes có 200 trận cho Crystal Palace ở Southern League, ghi 15 bàn. Năm 1920 Hughes chuyển đến Chatham.
Ông có một trận cho Southern League XI.
Hughes mất năm 1948, lúc 62 hay 63 tuổi.